# Xinglin, Fujian
Xinglin är ett stadsdelsdistrikt i sydöstra Kina. Det ligger i stadsdistriktet Jimei i staden Xiamen i provinsen Fujian, omkring 210 kilometer sydväst om provinshuvudstaden Fuzhou. Antalet invånare är 88 152. Befolkningen består av 42 403 kvinnor och 45 749 män. Barn under 15 år utgör 14,0 %, vuxna 15-64 år 81 %, och äldre över 65 år 4,0 %.